# Trey Burke
Alfonso Clark Burke III, conhecido como Trey Burke (Columbus, 12 de novembro de 1992), é um jogador de basquetebol profissional que atualmente joga pelo Dallas Mavericks da NBA.
Ele jogou basquete universitário na Universidade de Michigan e foi selecionado pelo Utah Jazz no Draft da NBA de 2013. Além do Jazz, ele jogou por Washington Wizards, New York Knicks e Dallas Mavericks.

## Primeiros anos
Burke é o único filho de Ronda e Alfonso Clark "Benji" Burke ll. Ele tem uma irmã mais velha, Amber, e uma irmã mais nova, Amani.
Aos cinco anos, a liga local de basquete juvenil de Burke teve que mudar suas regras para que ele não continuasse roubando a bola do outro time. Ele se tornou o melhor amigo de Jared Sullinger na quarta série, mas quando sua mãe foi transferida para Atlanta na sexta série, eles foram separados. A transferência durou apenas um ano, no entanto.
Aos nove anos, o pai de Burke o obrigou a fazer tudo com a mão esquerda, incluindo escovar os dentes e jantar, a fim de desenvolver sua ambidestria.

## Carreira no ensino médio

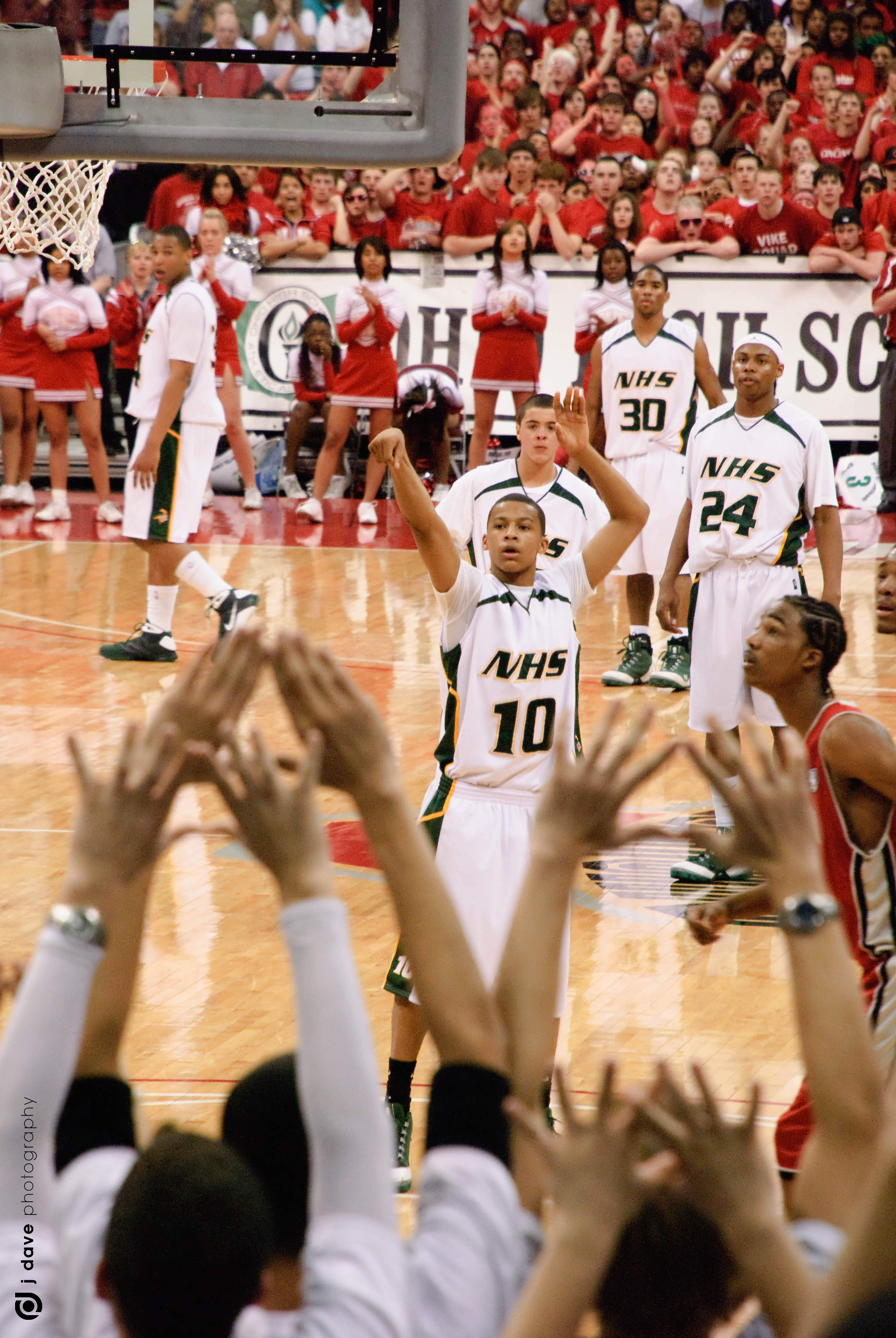
Burke arremessando um lance livre durante um jogo do Campeonato Estadual da OHSAA Divisão I em 2009

Burke fez parte da equipe do time da Northland High School como calouro, mas não jogou muito. No final do verão, Burke recebeu sua primeira oferta de bolsa de estudos da Akron. Ele se comprometeu com a Universidade Estadual de Ohio.
Em seu segundo ano, Burke teve uma média de 10,7 pontos e 9,1 assistências.
Antes de sua última temporada, Burke assinou sua Carta de Intenções Nacional para frequentar a Universidade de Michigan.
Durante a passagem de Burke, Northland teve um recorde de 97-5, incluindo 57-0 em jogos da City League. Burke foi Campeão Estadual da OHSAA Divisão I em 2009 e Mr. Basketball de Ohio em 2011. Ele foi classificado como o 15º, 20º e 26º melhor armador do ensino médio na classe de 2011 pela ESPN.com, Scout.com e Rivals.com, respectivamente.
A maioria dos jogadores de basquete de elite do ensino médio participa da Amateur Athletic Union no verão como um complemento à competição escolar. Burke jogou nas competições nacionais da Amateur Athletic Union (AAU) com o Ohio Red, treinado por Benji Burke, seu pai. A equipe ganhou o título nacional da AAU Sub-16 em 2009 e terminou como vice-campeã no torneio nacional da AAU Sub-15 de 2008.
| Nome | Cidade natal                 | Escola    | Altura | Peso  | Data                 |
| --- | ---------------------------- | --------- | ------ | ----- | -------------------- |
| Trey Burke PG | Columbus, Ohio               | Northland | 1,85 m | 77 kg | 24 de Agosto de 2010 |
| Trey Burke PG | Recrutamento: Rivais: Scout: |           |        |       |                      |
| - Nota : Em muitos casos, Scout, Rivals, 247Sports e ESPN podem entrar em conflito em suas listas de altura e peso, nestes casos, a média foi obtida. - Fonte: |                              |           |        |       |                      |

## Carreira na faculdade

### Primeiro ano

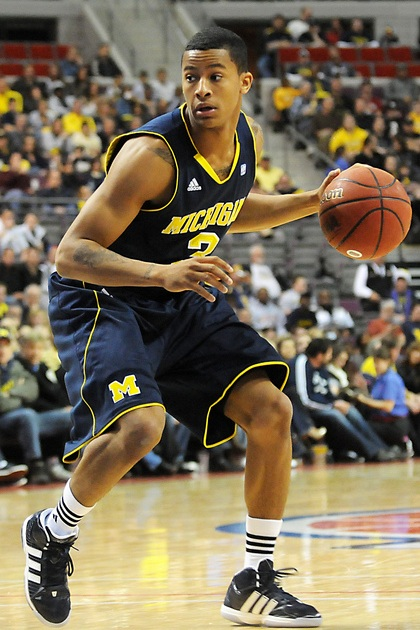
Burke liderou a equipe em pontos, assistências, roubadas de bola e bloqueios. (10/12/2011)

Burke estreou no jogo de abertura dos Wolverines contra Ferris State em 11 de novembro, registrando 3 pontos em 18 minutos. Ele começou a ser titular no segundo jogo da equipe contra Towson em 14 de novembro, quando registrou 13 pontos, 2 rebotes, 2 assistências e 2 roubadas de bola.
Em 10 de dezembro de 2011, Michigan derrotou Oakland por 90-80. Foi a produção de pontos mais altos de Michigan desde que venceu Northern Michigan por 97-50 em 14 de novembro de 2009, e foi o primeiro jogo de Michigan com três marcadores de 20 pontos (Tim Hardaway Jr., Burke e Evan Smotrycz) desde 11 de dezembro de 2002. Por seus 20 pontos e 9 assistências, Burke conquistou seu segundo prêmio de Calouro da Semana em 12 de dezembro.
Em 2 de janeiro, Burke ganhou seu primeiro prêmio de Jogador da Semana da Big Ten e seu terceiro reconhecimento como Calouro da Semana pelo seu jogo de 40 pontos na semana.
Em 1º de março, Michigan venceu em Illinois pela primeira vez desde 1995. Durante o jogo (30ª da temporada do Michigan), Burke quebrou o recorde de pontos por um calouro após 30 jogos com 143 pontos.
Em 5 de março, ele conquistou sua terceira consecutiva e sétimo prêmio geral de Calouro da Semana, quando obteve uma média de 20 pontos, 3 rebotes e 3 assistências em vitórias contra Illinois e Penn State.
Burke liderou todos os calouros da Big Ten em pontuação e assistências. Ele concluiu a temporada como líder da equipe em pontos, assistências, bloqueios e roubadas de bola. Seus esforços levaram a equipe a participar de seu primeiro campeonato da Big Ten Conference desde a equipe de 1985-86 e ao melhor registro da Big Ten (13-5) desde a equipe de 1993-94.

#### Pós temporada

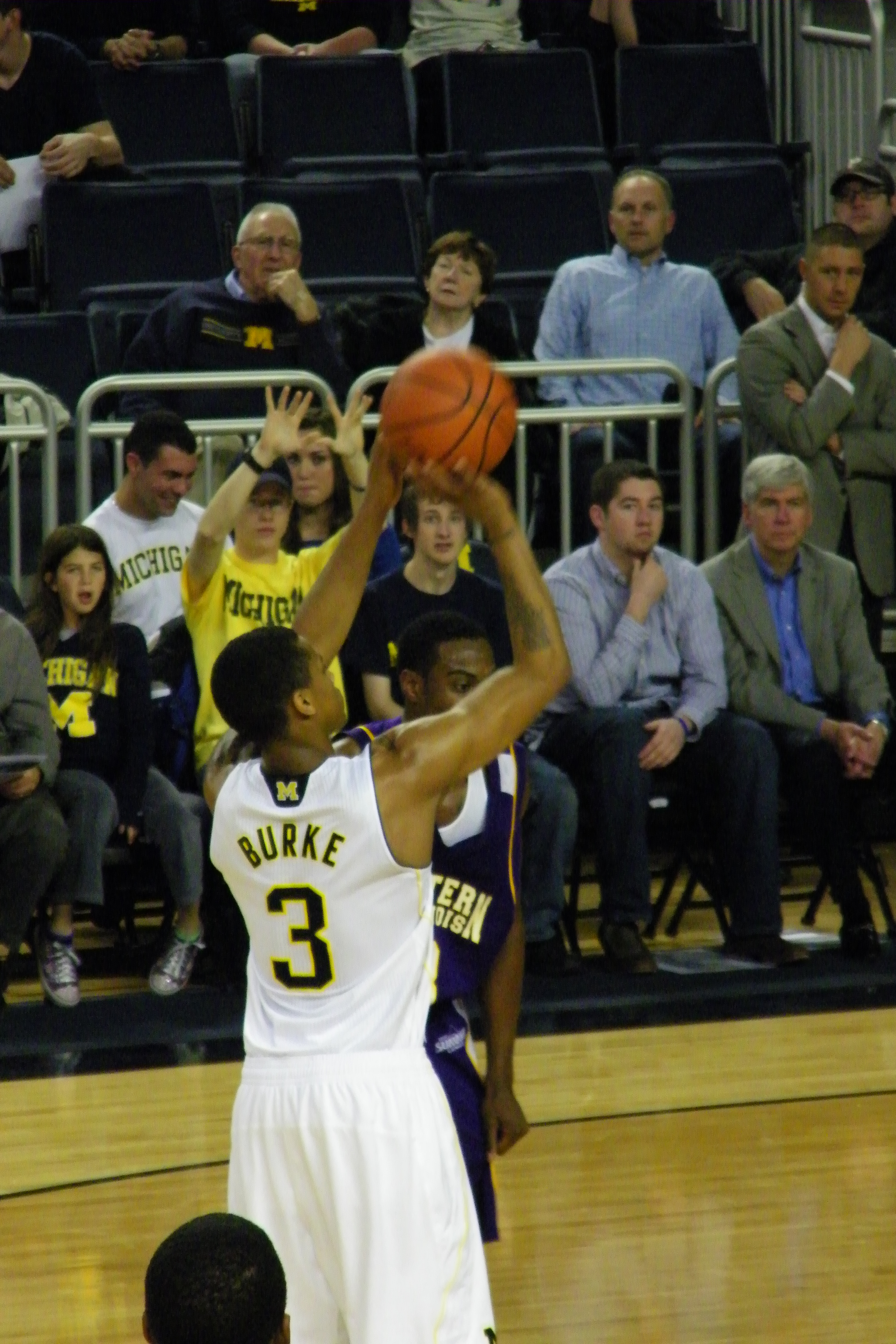
Burke arremessando um lance livre (17/11/2011)

No primeiro jogo do torneio de basquete masculino da Big Ten Conference de 2012 contra o Minnesota, Burke marcou 30 pontos e estabeleceu um recorde de mais pontos no torneio de basquete masculino da Big Ten Conference.
A temporada de calouros de Burke chegou ao fim quando os Wolverine perdeu para Ohio em seu primeiro jogo no Torneio da NCAA de 2012.

#### Draft da NBA de 2012
Imediatamente após o término da temporada, Burke disse que não estava interessado em participar do Draft da NBA de 2012. Após a temporada, Burke foi reconhecido como um dos melhores armadores do país pela CBSSports.com.
No entanto, a CBS Sports informou em 4 de abril que Burke se declararia o draft. A partida antecipada de Burke para a NBA teria sido a terceira consecutiva para um Armador de Michigan depois de Manny Harris em 2010 e Darius Morris em 2011.
Em 9 de abril, Burke anunciou que voltaria a Michigan para sua segunda temporada. Ele decidiu ficar mais uma temporada na esperança de se tornar uma seleção mais provável de primeira rodada. Durante o verão, ele passou de 5 a 6 horas por dia com seu treinador em Ohio.

### Segundo ano

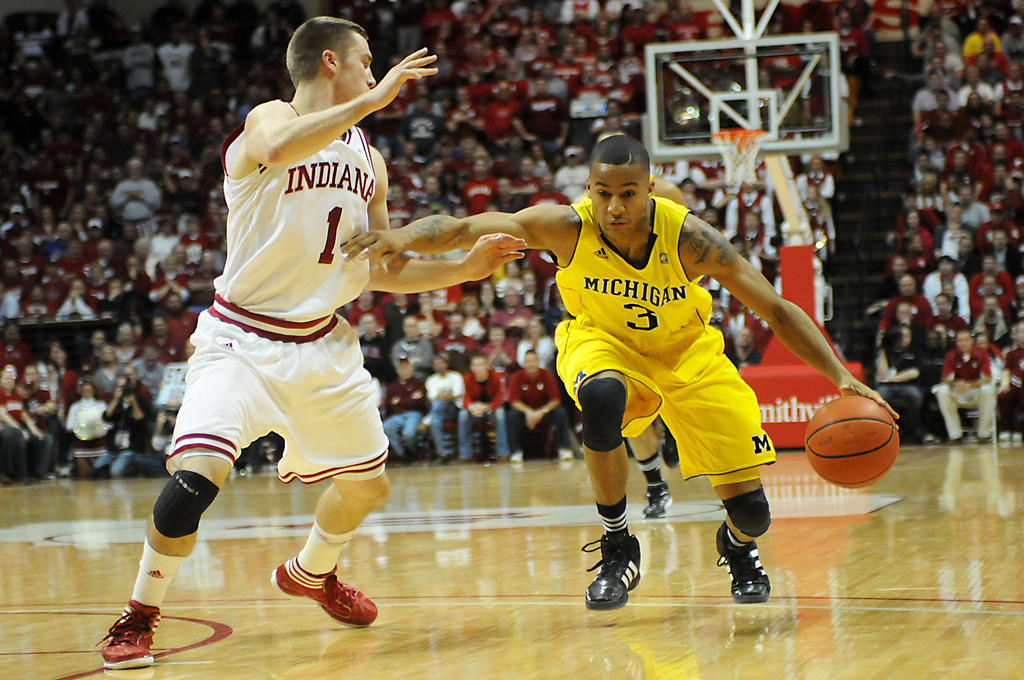
Burke contra Jordan Hulls de Indiana em 5 de janeiro de 2012

Em 27 de novembro, Burke registrou seu primeiro duplo-duplo com 11 assistências e 18 pontos em uma vitória de 79-72 contra Carolina do Norte no Big Ten Challenge. Com média de 23,0 pontos, 6,5 assistências, 4,5 rebotes e 2,0 roubadas de bola com apenas 1 turnover nos jogos contra Binghamton em 11 de dezembro e Virgínia Ocidental em 15 de dezembro, Burke ganhou o prêmio de Jogador da Semana da Big Ten em 17 de dezembro.
Em 29 de dezembro contra Central Michigan, Burke teve seu segundo duplo-duplo com 22 pontos e 11 assistências com apenas 1 turnover. Em 6 de janeiro, ele registrou 19 pontos e 12 assistências contra Iowa, conquistando seu terceiro duplo-duplo. Em 7 de janeiro, Burke foi novamente reconhecido como o Jogador da Semana da Big Ten.
Em 17 de fevereiro contra Penn State, Burke registrou 29 pontos, 5 assistências, 3 rebotes e duas roubadas de bola. Como resultado de seus esforços, Burke ganhou seu terceiro prêmio de Jogador da Semana da Big Ten em 18 de fevereiro.
Em 24 de fevereiro, Michigan derrotou o Illinois por 71-58 com 26 pontos e 8 assistências de Burke. No jogo, ele se tornou o sétimo jogador de segundo ano da universidade a atingir 1000 pontos na carreira.
Burke terminou a temporada da Big Ten Conference como líder em média de pontuação e assistência e ficou em segundo lugar em roubadas de bola por jogo. Ele foi o único jogador a marcar pelo menos 15 pontos nos 18 jogos em conferência.

#### Pós temporada

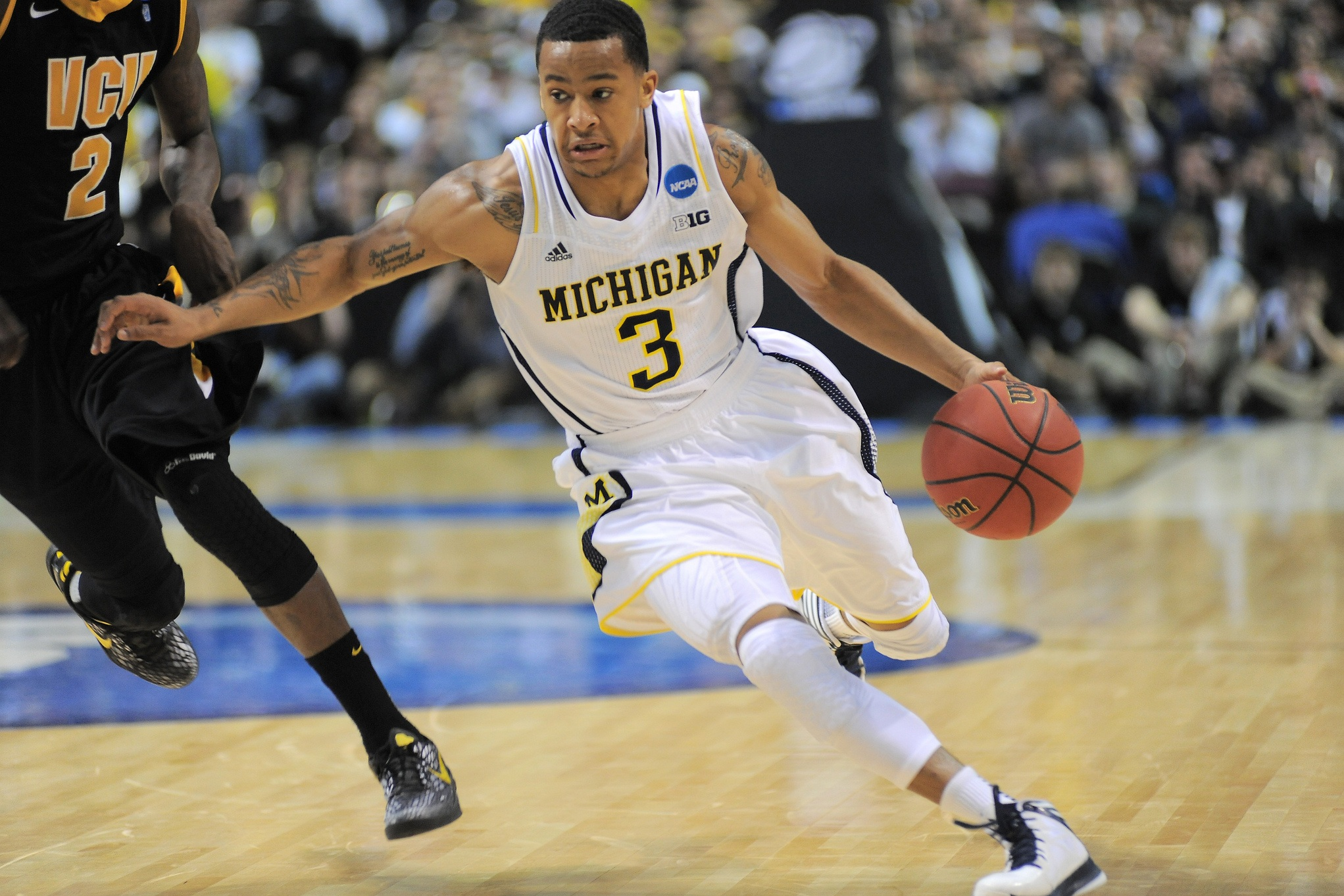
Burke durante o Torneio da NCAA em 2013

No segundo jogo da equipe no Torneio da NCAA de 2013, em uma vitória de 78-53 contra VCU, Burke registrou 7 assistências, dando a ele um total de 236 assistências em uma única temporada e superando Darius Morris como o recordista da universidade.
Em 29 de março contra Kansas, Burke teve seu quarto duplo-duplo da carreira com 23 pontos e 10 assistências. Ele marcou todos os 23 pontos no segundo tempo e na prorrogação. Foi a primeira vez que um jogador teve 20 ou mais pontos e 10 ou mais assistências em um jogo do Sweet Sixteen desde que Billy Donovan o fez no torneio de 1986.
Na vitórias nas finais regionais de 31 de março contra Flórida, treinado por Donovan, Burke contribuiu com 15 pontos, 7 assistências, 3 roubadas de bola e 8 rebotes. Ele foi nomeado o MVP do Torneio Regional Sul.
Embora Burke admita que a equipe que ele liderou, com três novatos e sem veteranos, era jovem, ele disse que não era desculpa, dizendo: "Você viu o que Kentucky fez no ano passado. Sentimos que ser jovem não é desculpa para não ir muito longe no torneio". Ele marcou 24 pontos na derrota na final do Torneio da NCAA contra Louisville, em 8 de abril.
Burke terminou sua segunda temporada com 1.231 pontos, superando o antigo recorde de 1.218 pontos de Chris Webber. Seu total final de 260 assistências estabeleceu o recorde de Michigan.

## Carreira profissional

### Draft da NBA de 2013
Em 13 de abril, surgiram notícias de que Burke anunciaria que entraria no Draft da NBA em uma conferência de imprensa no dia seguinte. Em 14 de abril, ele entrou no Draft da NBA de 2013.
Poucos dias depois de entrar no draft, alguns analistas disseram que Burke deve ser a primeira seleção geral. Esperava-se que ele fosse o primeiro armador selecionado, especialmente porque Marcus Smart optou por não participar. No início de maio, vários gerentes gerais da NBA reconheceram a possibilidade de Burke ser o número 1 no geral.
A maioria das simulações, feitas pelo Draft Express, NBADraft.net, The Times-Picayune, Yahoo! Sports, e Bleacher Report, previram que Burke seria selecionado pelo New Orleans Pelicans com a 6ª seleção geral.
Em 27 de junho de 2013, Burke foi selecionado com a 9º escolha geral no Draft da NBA de 2013 pelo Minnesota Timberwolves e depois foi negociado com o Utah Jazz pelas 14ª e 21ª escolhas, que foram usadas para selecionar Shabazz Muhammad e Gorgui Dieng.

### Utah Jazz (2013-2016)

#### Temporada de 2013-14
Em 6 de julho, Burke assinou um contrato de novato com o Jazz com opção de renovação no terceiro e quarto ano. Isso abriu caminho para Burke participar da Summer League deOrlando de 7 a 12 de julho. Após o desempenho da Summer League de Burke, o Jazz contratou John Lucas III.

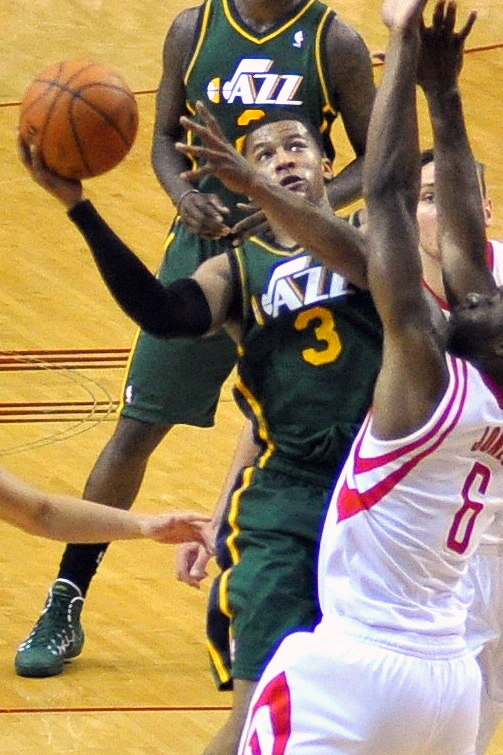
Burke com o Jazz em março de 2014

Em 12 de outubro, Burke quebrou o dedo indicador. Em 14 de outubro, foi anunciada uma cirurgia em 15 de outubro para inserir pinos cirúrgicos. Embora os primeiros relatórios sugerissem um hiato de 8 a 12 semanas, Chris Broussard da ESPN The Magazine relatou que uma ausência de 6 semanas era esperada.
Sem Burke, o Jazz começou a temporada 0–8 com Lucas e Jamaal Tinsley jogando como armador. Em 12 de novembro, o Jazz anunciou que Burke havia sido liberado para iniciar exercícios individuais, que seria reavaliado em 25 de novembro e que Tinsley havia sido dispensado.
Ele estreou em 20 de novembro, registrando 11 pontos em 12 minutos de jogo. Em seu segundo jogo, Burke registrou 5 rebotes e 3 assistências, mas fez apenas 5 pontos durante 20 minutos de jogo. Burke foi titular em seu terceiro jogo e marcou apenas quatro pontos e quatro assistências.
Ele teve sua primeira vitória na NBA em seu quarto jogo em 25 de novembro contra o Chicago Bulls. Ele registrou 14 pontos, 6 rebotes e 3 assistências em 34 minutos de jogo. Em 30 de novembro, ele teve sua primeira performance de 20 pontos, levando o Jazz à sua primeira vitória fora de casa na temporada contra o Phoenix Suns.

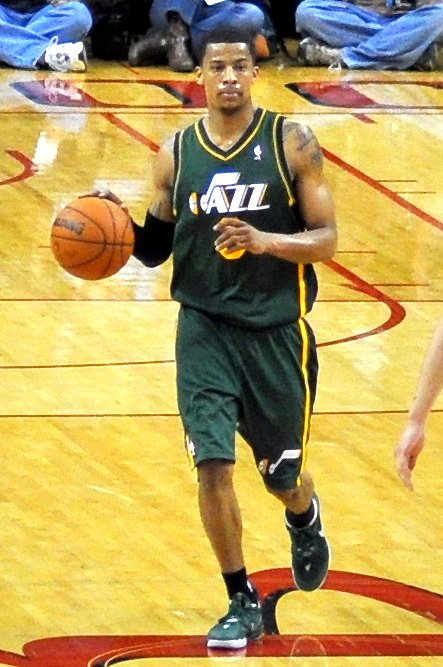
Burke no Jazz em 2014

Embora Burke tivesse 7 assistências em 7 de dezembro contra o Sacramento Kings, ele conseguiu seu primeiro duplo-duplo profissional com 10 rebotes e 19 pontos. Em 13 de dezembro contra o Denver Nuggets, Burke fez 10 pontos e 10 assistências, enquanto registrava apenas 1 turnover para registrar seus primeiro duplo-duplo de pontos-assistências.
Em 18 de dezembro contra o Orlando Magic, Burke não apenas registrou 30 pontos, 8 assistências e 7 rebotes, mas também se tornou o primeiro novato a marcar 30 pontos na temporada de 2013-14. Burke foi o primeiro novato a ter pelo menos 30 pontos, 7 rebotes e 8 assistências desde Blake Griffin em 13 de Abril de 2011 e o primeiro a fazê-lo em seus primeiros 20 jogos desde Alvan Adams em 14 de novembro de 1975. Burke foi nomeado Novato do Mês da Conferência Oeste da NBA em dezembro, tornando-se o primeiro homenageado da franquia desde Karl Malone em dezembro de 1985.
Em 15 de janeiro, ele registrou 17 pontos e 11 assistências contra o San Antonio Spurs. No dia 17 de janeiro, contra o Detroit Pistons, Burke fez 20 pontos, 12 assistências, 3 rebotes, 2 roubadas de bola e um bloqueio.
Em 16 de abril, ele terminou a temporada com 32 pontos contra o Minnesota Timberwolves. Dois dias depois, ele foi nomeado Novato do Mês da Conferência Oeste, recebendo seu terceiro prêmio. Burke terminou em terceiro na votação do Prêmio de Novato do Ano da NBA, atrás de Michael Carter-Williams e Victor Oladipo.
Em sua primeira temporada, ele jogou em 70 jogos e teve médias de 12.8 pontos, 3.0 rebotes e 5.7 assistências em 32.3 minutos.

#### Temporada de 2014-15
Burke se comprometeu a representar o Jazz na Summer League de 2014. Em 24 de outubro de 2014, o Jazz exerceu a opção de renovação em seu contrato de novato, estendendo o contrato até a temporada de 2015-16.
Em 14 de novembro, Burke fez a cesta que deu a vitória para Utah por 102-100 sobre o New York Knicks. Em 3 de janeiro, ele marcou 28 pontos em uma vitória contra o Minnesota Timberwolves.
Em 22 de janeiro, o Jazz anunciou que Burke não iria ser titular, apesar de estar saudável, abrindo caminho para o primeiro jogo como titular de Dante Exum. Isso deu a Burke o papel de sexto homem. Foi a primeira vez na carreira que ele não foi titular.
Nessa temporada, ele jogou em 76 jogos e teve médias de 12.8 pontos, 2.7 rebotes e 4.3 assistências em 30.1 minutos.

#### Temporada de 2015-16
Durante a entressafra de 2015, Burke foi nomeado participante do primeiro jogo da NBA na África. Em 17 de outubro de 2015, o Jazz exerceu a opção de renovação em seu contrato de novato, estendendo o contrato até a temporada de 2016-17.
Depois que Exum passou por uma cirurgia que o afastou da temporada, Burke deveria retomar seu papel como titular. No entanto, o técnico do Jazz, Quin Snyder, anunciou que Raul Neto seria titular no primeiro jogo da temporada.
Em 7 de novembro de 2015, Burke marcou 24 pontos em uma vitória de 89-79 sobre o Memphis Grizzlies. Em 31 de dezembro, ele marcou 27 pontos em uma vitória por 109-96 sobre o Portland Trail Blazers.
Nessa temporada, ele jogou em 64 jogos e teve médias de 10.6 pontos, 1.8 rebotes e 2.3 assistências em 21.3 minutos.

### Washington Wizards (2016–2017)

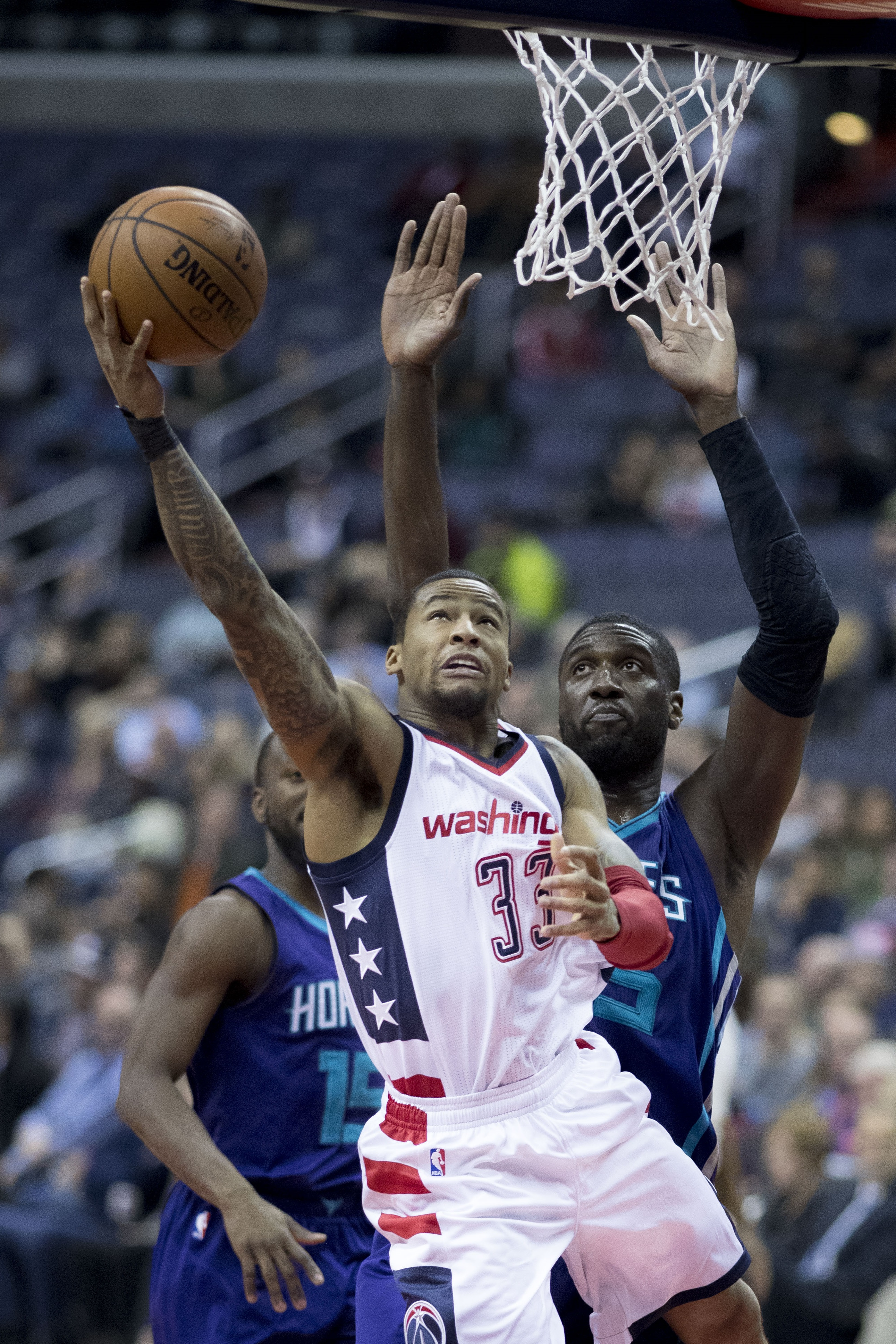
Burke fazendo uma bandeja em 2017

Em 7 de julho de 2016, Burke foi negociado com o Washington Wizards em troca de uma escolha na segunda rodada no Draft da NBA de 2021.
Ele estreou nos Wizards na estréia da temporada em 27 de outubro de 2016, marcando oito pontos em uma derrota por 114-99 para o Atlanta Hawks.
Em 30 de dezembro de 2016, ele marcou 27 pontos quando os Wizards venceu o Brooklyn Nets por 118–95 para vencer seu terceiro jogo consecutivo.
Burke teve pouco tempo de jogo após a contratação de Brandon Jennings no final de fevereiro. Após a temporada, Washington não ofereceu uma renovação no contrato de Burke, fazendo dele um agente livre e irrestrito.
Nessa temporada, ele jogou em 57 jogos e teve médias de 5.0 pontos, 0.8 rebotes e 1.8 assistências em 12.3 minutos.
Durante a entressafra de 2017, Burke concordou em um acordo não garantido com o Oklahoma City Thunder, mas depois mudou de ideia, optando por permanecer como um agente livre.

### Westchester Knicks (2017–2018)
Em 11 de outubro de 2017, Burke assinou com o New York Knicks. Três dias depois, ele foi dispensado pelos Knicks. Foi anunciado que Burke iria fazer parte do elenco do Westchester Knicks em 23 de outubro.
Em seu segundo jogo com o Westchester em 7 de novembro, Burke registrou 43 pontos, seis rebotes, três assistências e três roubadas de bola em 40 minutos para estabelecer um recorde de pontuação no Westchester.
Em 11 de dezembro de 2017, Burke ganhou o prêmio de Jogador da Semana da G-League após obter uma média de 31,3 pontos em quatro jogos na semana anterior. Na época, ele era o segundo na G-League com uma média de 25,6 pontos.
Ele ganhou seu segundo prêmio de Jogador da Semana em 18 de dezembro, depois de ter 3 jogos de 30 pontos e com média de 33,7 pontos. Burke obteve uma média de 29,7 pontos por jogo, levando Westchester a um recorde de 9-4 em dezembro, o que lhe rendeu o prêmio de Jogador do Mês da G-League em dezembro.

### New York Knicks (2018–2019)
Em 14 de janeiro de 2018, Burke assinou com o New York Knicks depois de obter uma média de 26,6 pontos (2º maior na G-League), 5,4 assistências, 3,3 rebotes e 1,9 roubadas de bola com Westchester. Os Knicks haviam dispensado Ramon Sessions no dia anterior para dar lugar a Burke. Ele se juntou a rotação de armadores que tinha Jarrett Jack e Frank Ntilikina.
Ele estreou no Martin Luther King Day no dia seguinte, registrando 5 pontos e 2 assistências em 8 minutos de jogo em uma vitória por 119-104 sobre o Brooklyn Nets.
Em 25 de janeiro, Burke contribuiu com um duplo-duplo de 18 pontos e 11 assistências contra o Denver Nuggets. No primeiro jogo após o All-Star Game da NBA de 2018 em 22 de fevereiro, Burke registrou 26 pontos e 6 assistências contra o Orlando Magic para ajudar o Knicks a terminar uma série de 8 derrotas. Em 24 de fevereiro de 2018, em uma derrota por 121-112 contra o Boston Celtics, Burke marcou 26 pontos pela segunda vez consecutiva, tornando-se o primeiro jogador dos Knicks a ter 26 pontos ou mais e 6 ou mais assistências em jogos consecutivos desde Nate Robinson nos dias 10, 11 e 13 de março de 2009.
Em uma derrota de 137-128 para o Charlotte Hornets em 26 de março de 2018, Burke registrou 42 pontos e 12 assistências. Em 31 de março, ele registrou 15 assistências contra o Detroit Pistons.
Burke terminou a temporada com médias de 12,6 pontos, 4,6 assistências e 1,9 rebotes em 35 jogos da NBA.

### Dallas Mavericks (2019)
Em 31 de janeiro de 2019, Burke foi negociado, juntamente com Kristaps Porziņģis, Tim Hardaway Jr. e Courtney Lee, com o Dallas Mavericks em troca de Dennis Smith Jr., DeAndre Jordan, Wesley Matthews e duas futuras escolhas de draft da primeira rodada.

### Philadelphia 76ers (2019 – Presente)
Em 30 de julho de 2019, Burke assinou com o Philadelphia 76ers. O jogador foi dispensado em 6 de Fevereiro de 2020. 

### Dallas Mavericks (2020)
Em 25 de junho de 2020, Burke assina com o Dallas Mavericks. 

### NBA

#### Temporada Regular
| Ano      | Time       | PJ  | MPJ  | AP   | 3P   | LL   | RT  | AS  | BR | TO | PPJ  |
| -------- | ---------- | --- | ---- | ---- | ---- | ---- | --- | --- | -- | -- | ---- |
| 2013–14  | Utah       | 70  | 32.3 | .380 | .330 | .903 | 3.0 | 5.7 | .6 | .1 | 12.8 |
| 2014–15  | Utah       | 76  | 30.1 | .368 | .318 | .752 | 2.7 | 4.3 | .9 | .2 | 12.8 |
| 2015–16  | Utah       | 64  | 21.3 | .413 | .344 | .817 | 1.8 | 2.3 | .5 | .1 | 10.6 |
| 2016–17  | Washington | 57  | 12.3 | .457 | .443 | .759 | .8  | 1.8 | .2 | .1 | 5.0  |
| 2017–18  | New York   | 36  | 21.8 | .503 | .362 | .649 | 2.0 | 4.7 | .7 | .1 | 12.8 |
| 2018–19  | New York   | 33  | 20.9 | .413 | .349 | .827 | 1.9 | 2.8 | .6 | .2 | 11.8 |
| 2018–19  | Dallas     | 25  | 17.4 | .463 | .356 | .837 | 1.5 | 2.6 | .5 | .1 | 9.7  |
| Carreira | Carreira   | 361 | 23.6 | .408 | .340 | .800 | 2.1 | 3.6 | .6 | .1 | 10.9 |

#### Playoffs
| Ano      | Time       | PJ | MPJ | AP   | 3P   | LL   | RT | AS  | BR | TO | PPJ |
| -------- | ---------- | -- | --- | ---- | ---- | ---- | -- | --- | -- | -- | --- |
| 2017     | Washington | 3  | 6.6 | .000 | .000 | .000 | .0 | 1.7 | .0 | .0 | .0  |
| Carreira | Carreira   | 3  | 6.6 | .000 | .000 | .000 | .0 | 1.7 | .0 | .0 | .0  |

### Universitário
| Ano      | Time     | PJ | MPJ  | AP   | 3P   | LL   | RT  | AS  | BR  | TO | PPJ  |
| -------- | -------- | -- | ---- | ---- | ---- | ---- | --- | --- | --- | -- | ---- |
| 2011–12  | Michigan | 34 | 36.1 | .433 | .348 | .744 | 3.5 | 4.6 | .9  | .4 | 14.8 |
| 2012–13  | Michigan | 39 | 35.3 | .463 | .384 | .801 | 3.2 | 6.7 | 1.6 | .5 | 18.6 |
| Carreira | Carreira | 73 | 35.7 | .450 | .367 | .777 | 3.3 | 5.7 | 1.3 | .5 | 16.9 |

Fonte: